# ショーン・マネイア
- ショーン・マナエア

ショーン・アンソニー・マネイア（Sean Anthony Manaea, 英語発音: /ˈʃɔn ˈænθəni məˈnaɪə/; 1992年2月1日 - ）は、アメリカ合衆国インディアナ州ワナター出身のプロ野球選手（投手）。左投右打。MLBのニューヨーク・メッツ所属。愛称は"ダ・キッド"（後述）。
メディアによっては「ショーン・マナエア」とも表記される。

## 経歴

### プロ入りとロイヤルズ傘下時代
2013年のMLBドラフト1巡目追補（全体34位）でカンザスシティ・ロイヤルズから指名され、プロ入り。この年は股関節の手術のため、登板はなかった。
2014年は傘下のA+級ウィルミントン・ブルーロックスでプロデビューし、25試合に先発登板して7勝8敗、防御率3.11、146奪三振の成績を残した。
2015年は故障で出遅れたが、7月にはAA級ノースウエストアーカンソー・ナチュラルズへ昇格した。

### アスレチックス時代

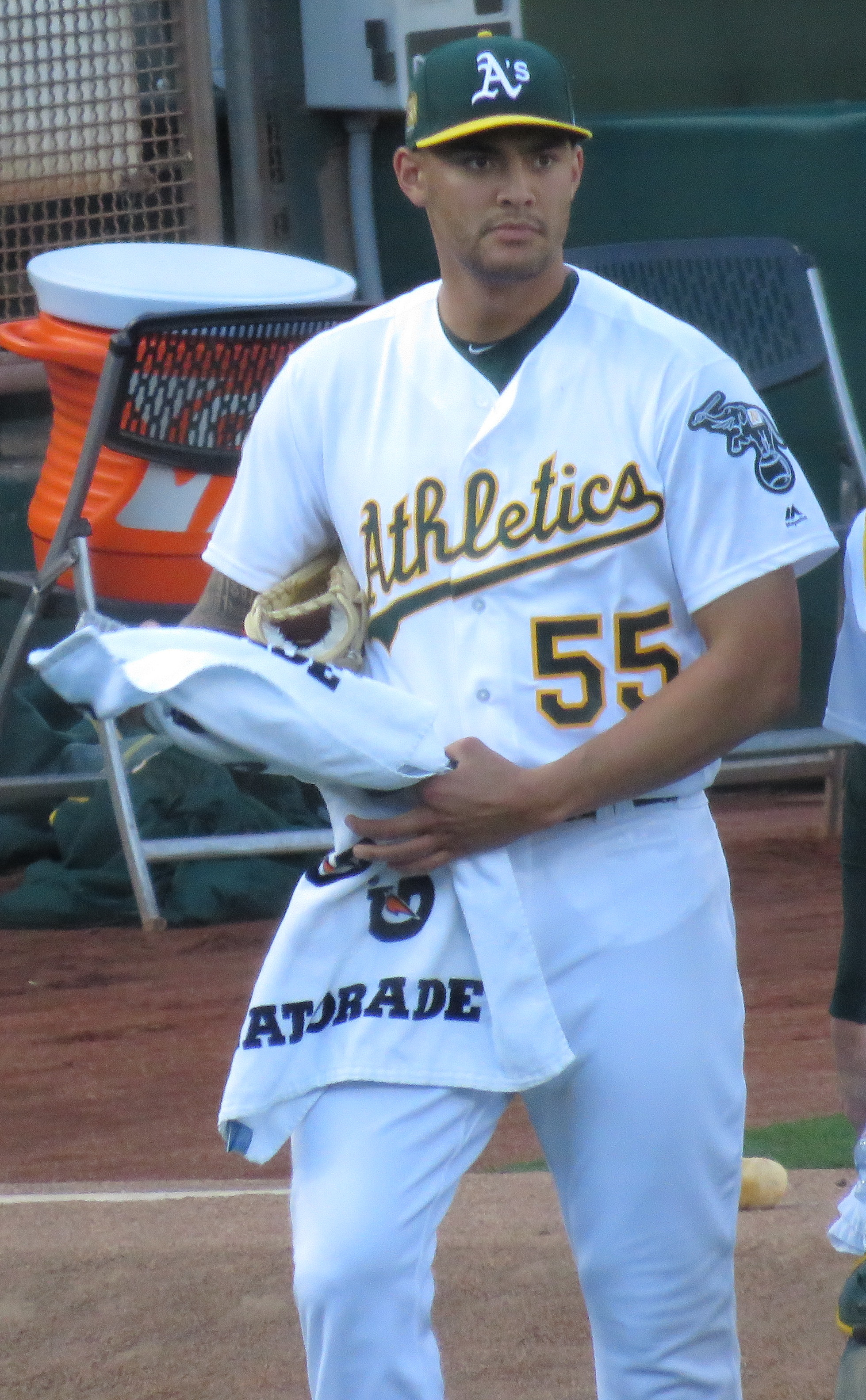
オークランド・アスレチックス時代
（2018年4月21日）

2015年7月28日にベン・ゾブリストとのトレードで、アーロン・ブルックスと共にオークランド・アスレチックスへ移籍した。移籍後は傘下のAA級ミッドランド・ロックハウンズへ配属された。この年は移籍前も合計して14試合に先発登板し、7勝1敗、防御率2.66、90奪三振の成績を残した。オフにはアリゾナ・フォールリーグに参加し、メサ・ソーラーソックスに所属した。

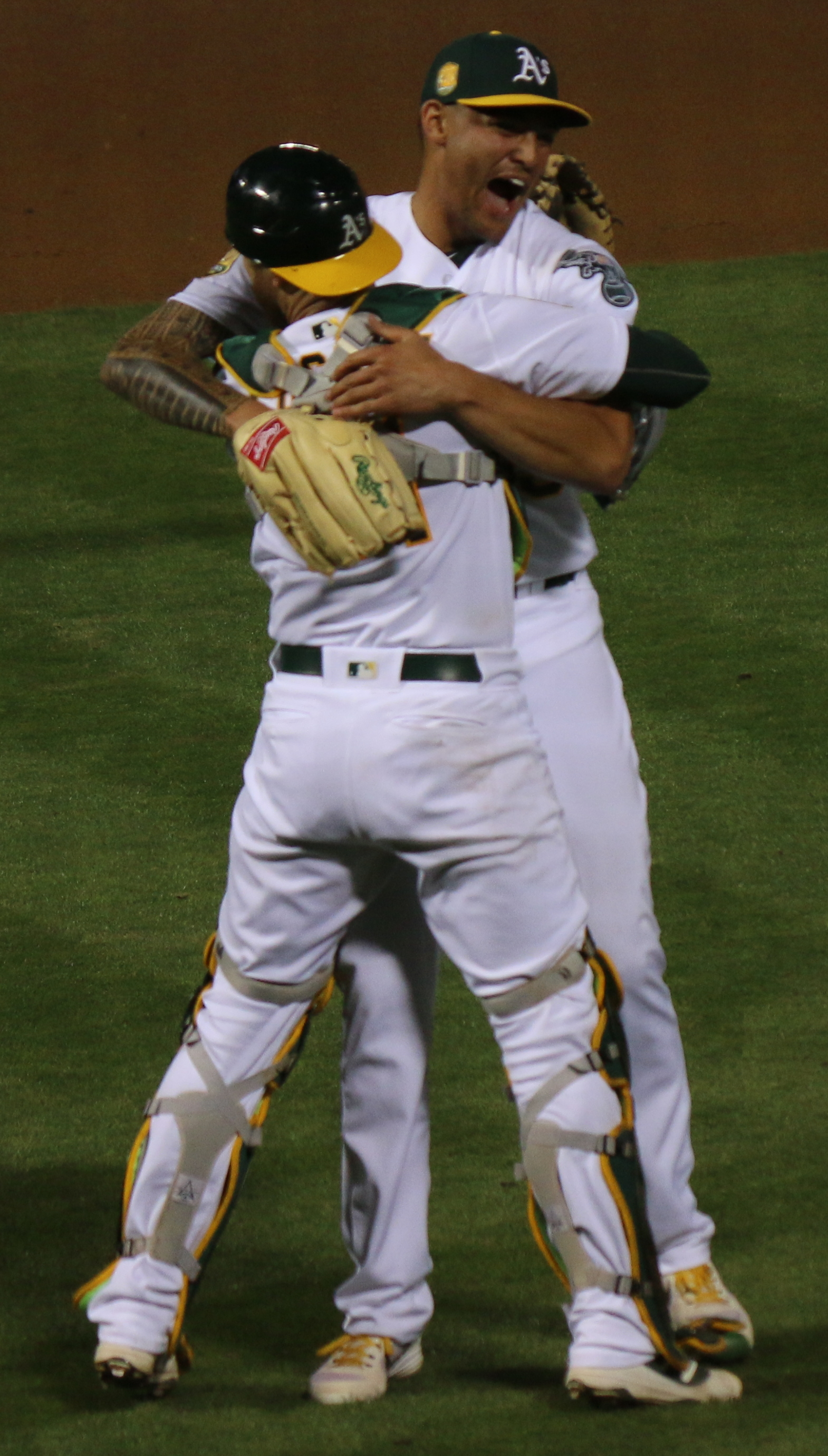
ノーヒットノーラン達成時
（2018年4月21日）

2016年の開幕はAAA級ナッシュビル・サウンズで迎え、4月29日にメジャー初昇格を果たし、25人枠入りした。同日のヒューストン・アストロズ戦で先発してメジャーデビューしたが、5回で4失点を喫した（勝敗は付かず）。4試合目の登板となった5月16日のテキサス・レンジャーズ戦でMLB初勝利を挙げた。この年は概して先発ローテーションに定着し、25試合に登板・うち24試合で先発として投げた。防御率3.86、7勝9敗、WHIP1.19という成績で、負け越したものの安定したピッチングを見せた。
2018年4月21日のボストン・レッドソックス戦で同年のMLBで初となるノーヒットノーランを達成した。ア・リーグでは2015年にアストロズのマイク・ファイヤーズがドジャース相手に達成しているが、ア・リーグ相手のノーヒッターは2015年8月12日にマリナーズの岩隈久志（オリオールズ戦）以来。アスレチックスでのノーヒットノーランは、2010年5月9日にダラス・ブレーデンが完全試合を達成して以来、8年ぶり12人目となった。

### パドレス時代
2022年4月3日にエイドリアン・マルティネス、エウリベル・アンヘルスとのトレードで、アーロン・ホリデーと共にサンディエゴ・パドレスへ移籍した。オフの11月6日にFAとなった。

### ジャイアンツ時代
2022年12月16日にサンフランシスコ・ジャイアンツと2年総額2500万ドルの契約を結んだ。
2023年オフの11月3日に契約延長オプションを破棄して、FAとなった。

### メッツ時代
2024年1月12日にニューヨーク・メッツと2024年シーズン終了後にオプトアウトが可能な2年総額2800万ドルの契約を結んだ。この年は32試合に先発登板して181.2イニングを投げ、12勝6敗、防御率3.47、184奪三振を記録した。オフの11月4日にオプトアウトを行使してFAとなった。メッツからのクオリファイング・オファーは拒否したが、12月27日に3年総額7500万ドルでメッツと契約した。

## 選手としての特徴
恵まれた体格を持ち、サイドスローに近い角度から力のある速球を投げ込む。プロ入り前にはクリス・セールと比べる声も出ていた。課題は健康維持と制球力向上。

## 人物
高校時代はマイク・ブロッソーとチームメイトだった。
愛称はカンザスシティ・ロイヤルズ傘下時代に元チームメイトだったケビン・マッカーシーが名付けた"ダ・キッド"であり、2017年のプレイヤーズ・ウィークエンドでは背ネームに使用している。

## 詳細情報

### 年度別投手成績
| 年 度    | 球 団    | 登 板 | 先 発 | 完 投 | 完 封 | 無 四 球 | 勝 利 | 敗 戦 | セ 丨 ブ | ホ 丨 ル ド | 勝 率 | 打 者 | 投 球 回 | 被 安 打 | 被 本 塁 打 | 与 四 球 | 敬 遠 | 与 死 球 | 奪 三 振 | 暴 投 | ボ 丨 ク | 失 点 | 自 責 点 | 防 御 率 | W H I P |
| -------- | -------- | ----- | ----- | ----- | ----- | -------- | ----- | ----- | -------- | ----------- | ----- | ----- | -------- | -------- | ----------- | -------- | ----- | -------- | -------- | ----- | -------- | ----- | -------- | -------- | ------- |
| 2016     | OAK      | 25    | 24    | 0     | 0     | 0        | 7     | 9     | 0        | 0           | .438  | 594   | 144.2    | 135      | 20          | 37       | 1     | 4        | 124      | 3     | 0        | 65    | 62       | 3.86     | 1.19    |
| 2017     | OAK      | 29    | 29    | 0     | 0     | 0        | 12    | 10    | 0        | 0           | .545  | 692   | 158.2    | 167      | 18          | 55       | 1     | 10       | 140      | 8     | 0        | 88    | 77       | 4.37     | 1.40    |
| 2018     | OAK      | 27    | 27    | 1     | 1     | 0        | 12    | 9     | 0        | 0           | .571  | 654   | 160.2    | 141      | 21          | 32       | 1     | 8        | 108      | 9     | 0        | 67    | 64       | 3.59     | 1.08    |
| 2019     | OAK      | 5     | 5     | 0     | 0     | 0        | 4     | 0     | 0        | 0           | 1.000 | 109   | 29.2     | 16       | 3           | 7        | 0     | 2        | 30       | 1     | 0        | 4     | 4        | 1.21     | 0.78    |
| 2020     | OAK      | 11    | 11    | 0     | 0     | 0        | 4     | 3     | 0        | 0           | .571  | 222   | 54.0     | 57       | 7           | 8        | 0     | 1        | 45       | 1     | 0        | 32    | 27       | 4.50     | 1.20    |
| 2021     | OAK      | 32    | 32    | 2     | 2     | 0        | 11    | 10    | 0        | 0           | .524  | 754   | 179.1    | 179      | 25          | 41       | 0     | 9        | 194      | 5     | 1        | 79    | 78       | 3.91     | 1.23    |
| 2022     | SD       | 30    | 28    | 0     | 0     | 0        | 8     | 9     | 0        | 0           | .471  | 671   | 158.0    | 155      | 29          | 50       | 1     | 3        | 156      | 0     | 0        | 95    | 87       | 4.96     | 1.30    |
| 2023     | SF       | 37    | 10    | 0     | 0     | 0        | 7     | 6     | 1        | 3           | .538  | 499   | 117.2    | 104      | 14          | 42       | 0     | 8        | 128      | 3     | 0        | 68    | 58       | 4.44     | 1.24    |
| 2024     | NYM      | 32    | 32    | 0     | 0     | 0        | 12    | 6     | 0        | 0           | .667  | 738   | 181.2    | 134      | 21          | 63       | 0     | 9        | 184      | 4     | 0        | 75    | 70       | 3.47     | 1.08    |
| MLB：9年 | MLB：9年 | 228   | 198   | 3     | 3     | 0        | 77    | 62    | 1        | 3           | .554  | 4933  | 1184.1   | 1088     | 158         | 335      | 4     | 54       | 1109     | 34    | 1        | 573   | 527      | 4.00     | 1.20    |

- 2024年度シーズン終了時
- 各年度の太字はリーグ最高

### 年度別守備成績
| 年 度 | 球 団 | 投手（P） | 投手（P） | 投手（P） | 投手（P） | 投手（P） | 投手（P） |
| 年 度 | 球 団 | 試 合     | 刺 殺     | 補 殺     | 失 策     | 併 殺     | 守 備 率  |
| ----- | ----- | --------- | --------- | --------- | --------- | --------- | --------- |
| 2016  | OAK   | 25        | 5         | 12        | 1         | 0         | .944      |
| 2017  | OAK   | 29        | 5         | 14        | 1         | 0         | .950      |
| 2018  | OAK   | 27        | 7         | 10        | 1         | 0         | .944      |
| 2019  | OAK   | 5         | 3         | 2         | 0         | 0         | 1.000     |
| 2020  | OAK   | 11        | 0         | 5         | 0         | 0         | 1.000     |
| 2021  | OAK   | 32        | 6         | 16        | 1         | 1         | .957      |
| 2022  | SD    | 30        | 5         | 5         | 0         | 0         | 1.000     |
| 2023  | SF    | 37        | 3         | 8         | 2         | 1         | .846      |
| 2024  | NYM   | 32        | 3         | 17        | 2         | 0         | .909      |
| MLB   | MLB   | 228       | 37        | 89        | 8         | 2         | .940      |

- 2024年度シーズン終了時

### 記録
- ノーヒットノーラン：1回（2018年4月21日、対ボストン・レッドソックス戦）

### 背番号
- 55（2016年 - 2022年）
- 52（2023年）
- 59（2024年 - ）